# Lijst van voetbalinterlands Italië - Nederland (mannen)

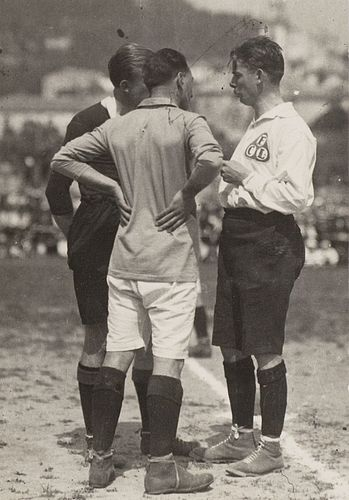
Cas Ruffelse en de aanvoerder van Italië, Renzo De Vecchi, voorafgaand aan de interland op 13 mei 1920.

Deze lijst van voetbalinterlands is een overzicht van alle officiële voetbalwedstrijden tussen de nationale teams van Italië en Nederland. De landen hebben tot op heden 24 keer tegen elkaar gespeeld. De eerste ontmoeting, een vriendschappelijke wedstrijd, was op 13 mei 1920 in Genua. De laatste confrontatie, de troostfinale van de UEFA Nations League 2022/23, vond plaats op 18 juni 2023 in Enschede.

## Wedstrijden
| №  | № Int. NED | Plaats       | Datum             | Competitie                  | Wedstrijd          | Uitslag |
| -- | ---------- | ------------ | ----------------- | --------------------------- | ------------------ | ------- |
| 1  | 47         | Genua        | 13 mei 1920       | Vriendschappelijk           | Italië − Nederland | 1 − 1   |
| 2  | 54         | Amsterdam    | 8 mei 1921        | Vriendschappelijk           | Nederland − Italië | 2 − 2   |
| 3  | 101        | Milaan       | 2 december 1928   | Vriendschappelijk           | Italië − Nederland | 3 − 2   |
| 4  | 107        | Amsterdam    | 6 april 1930      | Vriendschappelijk           | Nederland − Italië | 1 − 1   |
| 5  | 345        | Rotterdam    | 20 november 1974  | EK 1976 kwalificatie        | Nederland − Italië | 3 − 1   |
| 6  | 352        | Rome         | 22 november 1975  | EK 1976 kwalificatie        | Italië − Nederland | 1 − 0   |
| 7  | 373        | Buenos Aires | 21 juni 1978      | WK 1978                     | Nederland − Italië | 2 − 1   |
| 8  | 379        | Milaan       | 24 februari 1979  | Vriendschappelijk           | Italië − Nederland | 3 − 0   |
| 9  | 396        | Montevideo   | 6 januari 1981    | Mundialito                  | Nederland − Italië | 1 − 1   |
| 10 | 453        | Rome         | 16 november 1988  | Vriendschappelijk           | Italië − Nederland | 1 − 0   |
| 11 | 462        | Rotterdam    | 21 februari 1990  | Vriendschappelijk           | Nederland − Italië | 0 − 0   |
| 12 | 470        | Palermo      | 26 september 1990 | Vriendschappelijk           | Italië − Nederland | 1 − 0   |
| 13 | 489        | Eindhoven    | 9 september 1992  | Vriendschappelijk           | Nederland − Italië | 2 − 3   |
| 14 | 575        | Amsterdam    | 29 juni 2000      | EK 2000                     | Nederland − Italië | 0 − 0   |
| 15 | 635        | Amsterdam    | 12 november 2005  | Vriendschappelijk           | Nederland − Italië | 1 − 3   |
| 16 | 667        | Bern         | 9 juni 2008       | EK 2008                     | Nederland − Italië | 3 − 0   |
| 17 | 686        | Pescara      | 14 november 2009  | Vriendschappelijk           | Italië − Nederland | 0 − 0   |
| 18 | 729        | Amsterdam    | 6 februari 2013   | Vriendschappelijk           | Nederland − Italië | 1 − 1   |
| 19 | 752        | Bari         | 4 september 2014  | Vriendschappelijk           | Italië − Nederland | 2 − 0   |
| 20 | 779        | Amsterdam    | 28 maart 2017     | Vriendschappelijk           | Nederland − Italië | 1 − 2   |
| 21 | 792        | Turijn       | 4 juni 2018       | Vriendschappelijk           | Italië − Nederland | 1 − 1   |
| 22 | 810        | Amsterdam    | 7 september 2020  | UEFA Nations League 2020/21 | Nederland − Italië | 0 − 1   |
| 23 | 813        | Bergamo      | 14 oktober 2020   | UEFA Nations League 2020/21 | Italië − Nederland | 1 − 1   |
| 24 | 849        | Enschede     | 18 juni 2023      | UEFA Nations League 2022/23 | Nederland – Italië | 2 – 3   |

## Samenvatting
| Competitie          | Totaal gespeeld | Winst Italië | Gelijk | Winst Nederland | Doelsaldo Italië – Nederland |
| ------------------- | --------------- | ------------ | ------ | --------------- | ---------------------------- |
| WK-eindronde        | 1               | 0            | 0      | 1               | 1 − 2                        |
| EK-eindronde        | 2               | 0            | 1      | 1               | 0 − 3                        |
| EK-kwalificatie     | 2               | 1            | 0      | 1               | 2 − 3                        |
| UEFA Nations League | 3               | 2            | 1      | 0               | 5 − 3                        |
| Mundialito          | 1               | 0            | 1      | 0               | 1 − 1                        |
| Vriendschappelijk   | 15              | 8            | 7      | 0               | 22 − 11                      |
| Totaal              | 24              | 11           | 10     | 3               | 31 − 23                      |

Wedstrijden bepaald door strafschoppen worden, in lijn met de FIFA, als een gelijkspel gerekend.

## Details

### Eerste ontmoeting
| Vriendschappelijk (Genua, Italië, 13 mei 1920): |              | |
| Italië | 1 – 1        | Nederland |
| Enrico Sardi 88' | goals        | 42' Dé Kessler |
| Nino Resegotti | bondscoach   | Fred Warburton |
| Giovanni Giacone Antonio Bruna Renzo De Vecchi Guido Ara 46' Mario Meneghetti Cesare Lovati Alessandro Rampini Adolfo Baloncieri Guglielmo Brezzi Enrico Sardi Giuseppe Forlivesi | opstellingen | Dick MacNeill Harry Dénis Ben Verweij Eduard van Roessel Cas Ruffelse Henk Steeman Jan de Natris Joop van Dort Boelie Kessler Manus van Diermen Dé Kessler |
| Ettore Reynaudi 46' | wissels      | |
| - Debuut van Antonio Bruna, Ettore Reynaudi, Mario Meneghetti, Alessandro Rampini, Adolfo Baloncieri en Giuseppe Forlivesi voor Italië.                                           |              | |

### Tweede ontmoeting
| Vriendschappelijk (Amsterdam, Nederland, 8 mei 1921):                             |       |                                          |
| Nederland                                                                         | 2 – 2 | Italië                                   |
| Jan van Gendt 80' Dé Kessler 84'                                                  | goals | 2' Giuseppe Forlivesi 49' Luigi Cevenini |
| - Debuut van David Buitenweg (UVV) en Jan van Gendt (De Spartaan) voor Nederland. |       |                                          |

### Derde ontmoeting
| Vriendschappelijk (Milaan, Italië, 2 december 1928):                 |       |                         |
| Italië                                                               | 3 – 2 | Nederland               |
| Julio Libonatti 26' Julio Libonatti 47' Adolfo Baloncieri 80' (pen.) | goals | 20' Wim Tap 35' Wim Tap |

### Vierde ontmoeting
| Vriendschappelijk (Amsterdam, Nederland, 6 april 1930): |       |                       |
| Nederland                                               | 1 – 1 | Italië                |
| Jan van den Broek 52'                                   | goals | 22' Adolfo Baloncieri |

### Vijfde ontmoeting
| EK 1976 kwalificatie (Rotterdam, Nederland, 20 november 1974): |       |                       |
| Nederland                                                      | 3 – 1 | Italië                |
| Rob Rensenbrink 25' Johan Cruijff 65' Johan Cruijff 79'        | goals | 4' Roberto Boninsegna |

### Zesde ontmoeting
| EK 1976 kwalificatie (Rome, Italië, 22 november 1975): |       |           |
| Italië                                                 | 1 – 0 | Nederland |
| Fabio Capello 2'                                       | goals |           |

### Zevende ontmoeting
| WK 1978 (Buenos Aires, Argentinië, 21 juni 1978): |              | |
| Nederland | 2 – 1        | Italië |
| Ernie Brandts 49' Arie Haan 74' | goals        | 19' (e.d.) Ernie Brandts |
| Ernst Happel | bondscoach   | Enzo Bearzot |
| Piet Schrijvers 21' Ruud Krol Ernie Brandts Arie Haan Jan Poortvliet Wim Jansen Willy van de Kerkhof René van de Kerkhof Johnny Rep 65' Johan Neeskens Rob Rensenbrink | opstellingen | Dino Zoff Antonello Cuccureddu Antonio Cabrini 77' Romeo Benetti Claudio Gentile Gaetano Scirea 46' Franco Causio Marco Tardelli Paolo Rossi Renato Zaccarelli Roberto Bettega |
| Jan Jongbloed 21' Adrie van Kraaij 65' | wissels      | 46' Claudio Sala 77' Francesco Graziani |
| Johnny Rep 35' Arie Haan 52' | gele kaarten | 40' Romeo Benetti 65' Antonio Cabrini 70' Marco Tardelli |

### Achtste ontmoeting
| Vriendschappelijk (Milaan, Italië, 24 februari 1979):         |       |           |
| Italië                                                        | 3 – 0 | Nederland |
| Roberto Bettega 10' Paolo Rossi 18' (pen.) Marco Tardelli 43' | goals |           |

### Negende ontmoeting
| Mundialito (Montevideo, Uruguay, 6 januari 1981): |              | |
| Nederland | 1 – 1        | Italië |
| Jan Peters 15' | goals        | 7' Carlo Ancelotti |
| Jan Zwartkruis | bondscoach   | Enzo Bearzot |
| Pim Doesburg Ben Wijnstekers Hugo Hovenkamp Martin Jol Ernie Brandts Willy van de Kerkhof Peter Arntz 60' Jan Peters René van de Kerkhof 77' Michel Valke Pierre Vermeulen | opstellingen | Ivano Bordon Pietro Vierchowod Giuseppe Baresi Giampiero Marini Claudio Gentile Gaetano Scirea Carlo Ancelotti Roberto Pruzzo Giancarlo Antognoni Francesco Graziani 46' Bruno Conti |
| John Metgod 60' Kees Tol 77' | wissels      | 46' Salvatore Bagni |
| Peter Arntz 44' | gele kaarten | ??' Giampiero Marini ??' Gaetano Scirea |
| - Debuut van Pietro Vierchowod, Salvatore Bagni en Carlo Ancelotti voor Italië.                                                                                            |              | |

### Tiende ontmoeting
| Vriendschappelijk (Rome, Italië, 16 november 1988): |              | |
| Italië | 1 – 0        | Nederland |
| Gianluca Vialli 44' | goals        | |
| Azeglio Vicini | bondscoach   | Thijs Libregts |
| Stefano Tacconi Giuseppe Bergomi Paolo Maldini Franco Baresi Riccardo Ferri Luigi De Agostini 81' Ruggiero Rizzitelli 52' Fernando De Napoli Gianluca Vialli Giuseppe Giannini Roberto Baggio | opstellingen | Hans van Breukelen Sonny Silooy Rob Reekers Ronald Koeman Adick Koot Frank Rijkaard Gerald Vanenburg 69' Wilbert Suvrijn 61' René Eijkelkamp Marco van Basten Pieter Huistra |
| Ciro Ferrara 52' Nicola Berti 81' | wissels      | 61' John van Loen 69' Fred Rutten |
| - Debuut van Roberto Baggio (Fiorentina) voor Italië. - Debuut van Pieter Huistra, Fred Rutten (beiden FC Twente), René Eijkelkamp (FC Groningen) en Rob Reekers (VfL Bochum) voor Nederland. |              | |

### Elfde ontmoeting
| Vriendschappelijk (Rotterdam, Nederland, 21 februari 1990): |              | |
| Nederland | 0 – 0        | Italië |
| | goals        | |
| Nol de Ruiter | bondscoach   | Azeglio Vicini |
| Hans van Breukelen Berry van Aerle Ronald Koeman Frank Rijkaard 46' Adri van Tiggelen Jan Wouters Gerald Vanenburg Erwin Koeman Marco van Basten 68' John Bosman Richard Witschge | opstellingen | Walter Zenga Ciro Ferrara Paolo Maldini Giuseppe Bergomi Pietro Vierchowod Carlo Ancelotti Giancarlo Marocchi Fernando De Napoli 82' Andrea Carnevale 68' Giuseppe Giannini 72' Roberto Baggio |
| Edward Sturing 46' Wim Kieft 68' | wissels      | 68' Luigi De Agostini 72' Roberto Mancini 82' Aldo Serena |
| Hans van Breukelen ??' | gele kaarten | |
| - Eerste interland van Nederland onder leiding van interim-bondscoach Nol de Ruiter. - Debuut van Richard Witschge (Ajax) voor Nederland.                                         |              | |

### Twaalfde ontmoeting
| Vriendschappelijk (Palermo, Italië, 26 september 1990): |              | |
| Italië | 1 – 0        | Nederland |
| Roberto Baggio 45' | goals        | |
| Azeglio Vicini | bondscoach   | Rinus Michels |
| Walter Zenga 46' Giuseppe Bergomi Paolo Maldini Franco Baresi Riccardo Ferri 21' Luigi De Agostini Roberto Donadoni 51' Fernando De Napoli 46' Giancarlo Marocchi Roberto Baggio Salvatore Schillaci | opstellingen | Hans van Breukelen Danny Blind 54' Ronald Koeman Stan Valckx 70' Frank de Boer Aron Winter 77' Jan Wouters Richard Witschge Ruud Gullit Marco van Basten 54' Hans Gillhaus |
| Pietro Vierchowod 21' Stefano Tacconi 46' Massimo Crippa 46' Roberto Mancini 51' | wissels      | 54' Graeme Rutjes 54' Gerald Vanenburg 70' Dennis Bergkamp 77' Henk Fraser                                                                                                 |
| - Debuut van Frank de Boer, Dennis Bergkamp (beiden Ajax) en Stan Valckx (PSV) voor Nederland. |              | |

### Dertiende ontmoeting
| Vriendschappelijk (Eindhoven, Nederland, 9 september 1992): |       |                                                           |
| Nederland                                                   | 2 – 3 | Italië                                                    |
| Dennis Bergkamp 4' Dennis Bergkamp 21'                      | goals | 29' Stefano Eranio 41' Roberto Baggio 77' Gianluca Vialli |

### Veertiende ontmoeting
| Halve finale EK 2000 (Amsterdam, Nederland, 29 juni 2000): |                     | |
| Nederland | 0 – 0               | Italië |
| | goals               | |
| Frank de Boer Jaap Stam Patrick Kluivert Paul Bosvelt | strafschoppen 1 – 3 | Luigi Di Biagio Gianluca Pessotto Francesco Totti Paolo Maldini |
| Frank Rijkaard | bondscoach          | Dino Zoff |
| Edwin van der Sar Paul Bosvelt Jaap Stam Frank de Boer Giovanni van Bronckhorst Marc Overmars Phillip Cocu 90+5' Edgar Davids Boudewijn Zenden 77' Patrick Kluivert Dennis Bergkamp 87' | opstellingen        | Francesco Toldo Mark Iuliano Paolo Maldini Alessandro Nesta Gianluca Zambrotta 77' Demetrio Albertini Fabio Cannavaro Luigi Di Biagio 83' Stefano Fiore 67' Filippo Inzaghi Alessandro Del Piero |
| Peter van Vossen 77' Clarence Seedorf 87' Aron Winter 90+5' | wissels             | 67' Marco Delvecchio 77' Gianluca Pessotto 83' Francesco Totti |
| Boudewijn Zenden 28' Edgar Davids 50' Giovanni van Bronckhorst 75' Jaap Stam 90+3' | gele kaarten        | 17' Mark Iuliano 38' Francesco Toldo 45' Paolo Maldini 88' Luigi Di Biagio |
| | rode kaarten        | 15', 34' Gianluca Zambrotta |
| - Laatste interland van Nederland onder leiding van bondscoach Frank Rijkaard. - 79ste en laatste interland van Dennis Bergkamp voor Nederland.                                         |                     | |

### Vijftiende ontmoeting
| Vriendschappelijk (Amsterdam, Nederland, 12 november 2005): |       |                                                          |
| Nederland                                                   | 1 – 3 | Italië                                                   |
| Ryan Babel 38'                                              | goals | 41' Alberto Gilardino 45' (e.d.) Ron Vlaar 50' Luca Toni |

### Zestiende ontmoeting
| EK 2008 (Bern, Zwitserland, 9 juni 2008): |              | |
| Nederland | 3 – 0        | Italië |
| Ruud van Nistelrooij 26' Wesley Sneijder 31' Giovanni van Bronckhorst 79' | goals        | |
| Marco van Basten | bondscoach   | Roberto Donadoni |
| Edwin van der Sar Khalid Boulahrouz 77' André Ooijer Joris Mathijsen Giovanni van Bronckhorst Dirk Kuijt 81' Nigel de Jong Rafael van der Vaart Orlando Engelaar Wesley Sneijder Ruud van Nistelrooy 70' | opstellingen | Gianluigi Buffon Christian Panucci Andrea Barzagli 54' Marco Materazzi Gianluca Zambrotta Gennaro Gattuso Andrea Pirlo Massimo Ambrosini 75' Mauro Camoranesi Luca Toni 64' Antonio Di Natale |
| Robin van Persie 70' John Heitinga 77' Ibrahim Afellay 81' | wissels      | 54' Fabio Grosso 64' Alessandro Del Piero 75' Antonio Cassano |
| Nigel de Jong 58' | gele kaarten | 26' Luca Toni 35' Gianluca Zambrotta 51' Gennaro Gattuso |

### Zeventiende ontmoeting
| Vriendschappelijk (Pescara, Italië, 14 november 2009): |       |           |
| Italië                                                 | 0 – 0 | Nederland |
|                                                        | goals |           |

### Achttiende ontmoeting
| Vriendschappelijk (Amsterdam, Nederland, 6 februari 2013): |              | |
| Nederland | 1 – 1        | Italië |
| Jeremain Lens 33' | goals        | 90+1' Marco Verratti |
| Louis van Gaal | bondscoach   | Cesare Prandelli |
| Tim Krul Daryl Janmaat 85' Daley Blind Stefan de Vrij Bruno Martins Indi Kevin Strootman Adam Maher Jordy Clasie 46' Robin van Persie 46' Jeremain Lens Ola John 60' | opstellingen | Gianluigi Buffon 74' Andrea Barzagli Ignazio Abate Davide Santon Davide Astori 61' Daniele De Rossi 46' Andrea Pirlo Riccardo Montolivo 46' Antonio Candreva 61' Mario Balotelli 71' Stephan El Shaarawy |
| Jonathan de Guzmán 46' Arjen Robben 46' Dirk Kuijt 60' Ricardo van Rhijn 85'                                                                                         | wissels      | 46' Alessandro Florenzi 46' Alessandro Diamanti 61' Pablo Osvaldo 61' Marco Verratti 71' Alberto Gilardino 74' Andrea Ranocchia                                                                          |
| - Debuut van Daley Blind (Ajax), Jonathan de Guzman (Swansea City) en Ola John (Benfica) voor Nederland.                                                             |              | |

### Negentiende ontmoeting
| Vriendschappelijk (Bari, Italië, 4 september 2014): |              | |
| Italië | 2 – 0        | Nederland |
| Ciro Immobile 3' Daniele De Rossi 10' (pen.) | goals        | |
| Antonio Conte | bondscoach   | Guus Hiddink |
| Salvatore Sirigu Leonardo Bonucci Matteo Darmian 72' Mattia De Sciglio 67' Davide Astori Andrea Ranocchia Daniele De Rossi 67' Claudio Marchisio 63' Emanuele Giaccherini Ciro Immobile 77' Simone Zaza 73' | opstellingen | Jasper Cillessen 72' Daryl Janmaat Stefan de Vrij Bruno Martins Indi Wesley Sneijder 63' Nigel de Jong 85' Georginio Wijnaldum Daley Blind Dirk Kuijt 80' Robin van Persie 12' Jeremain Lens |
| Marco Verratti 63' Marco Parolo 67' Manuel Pasqual 67' Mattia Destro 73' Antonio Candreva 72' Sebastian Giovinco 77'                                                                                        | wissels      | 12' Joël Veltman 63' Erik Pieters 72' Gregory van der Wiel 80' Luciano Narsingh 85' Leroy Fer                                                                                                |
| Marco Verratti 73' | gele kaarten | |
| | rode kaarten | 9' Bruno Martins Indi |
| - Debuut van Simone Zaza (US Sassuolo) voor Italië. - Beide landen treden aan met een nieuwe bondscoach – Antonio Conte (Italië) en Guus Hiddink (Nederland).                                               |              | |

### Twintigste ontmoeting
| Vriendschappelijk (Amsterdam, Nederland, 28 maart 2017): |              | |
| Nederland | 1 – 2        | Italië |
| Alessio Romagnoli 10' (e.d.) | goals        | 11' Éder 32' Leonardo Bonucci |
| Fred Grim (interim) | bondscoach   | Giampiero Ventura |
| Jeroen Zoet Bruno Martins Indi Kenny Tete Wesley Hoedt Daley Blind Georginio Wijnaldum 77' Kevin Strootman 46' Davy Klaassen 83' Quincy Promes 89' Memphis Depay Jeremain Lens | opstellingen | Gianluigi Donnarumma Leonardo Bonucci 89' Matteo Darmian Daniele Rugani 62' Davide Zappacosta Alessio Romagnoli 37' Daniele De Rossi 90+1' Marco Verratti 69' Éder 53' Ciro Immobile Marco Parolo |
| Tonny Vilhena 46' Jens Toornstra 77' Wesley Sneijder 83' Nick Viergever 83' Steven Berghuis 89' | wissels      | 37' Roberto Gagliardini 53' Andrea Belotti 62' Leonardo Spinazzola 69' Andrea Petagna 89' Danilo D'Ambrosio 90+1' Simone Verdi                                                                    |
| | gele kaarten | 48' Daniele Rugani |
| - Nederland treedt aan onder leiding van interim-bondscoach Fred Grim, twee dagen na het ontslag van Danny Blind. - Debuut van Danilo D'Ambrosio (Internazionale), Leonardo Spinazzola (Atalanta), Roberto Gagliardini (Internazionale), Simone Verdi (Bologna) en Andrea Petagna (Atalanta) voor Italië. |              | |

FIGC · A-internationals · Selecties · Bondscoaches · Italiaans vrouwenelftal · Olympisch elftal · Italië U21 · Italië U20 · Italië U19 · Italië U18 · Italië U17 · Italië U16 · Vrouwen U17
1910 – 1919 ·
1920 – 1929 ·
1930 – 1939 ·
1940 – 1949 ·
1950 – 1959 ·
1960 – 1969 ·
1970 – 1979 ·
1980 – 1989 ·
1990 – 1999 ·
2000 – 2009 ·
2010 – 2019 ·
2020 − 2029
EK's: 1968 · 
1980 · 
1988 · 
1996 · 
2000 · 
2004 · 
2008 · 
2012 · 
2016 ·
2020 ·
2024
WK's: 1934 · 
1938 · 
1950 · 
1954 · 
1962 · 
1966 · 
1970 · 
1974 · 
1978 · 
1982 · 
1986 · 
1990 · 
1994 · 
1998 · 
2002 · 
2006 · 
2010 · 
2014
OS: 1912 · 
1920 · 
1924 · 
1928 · 
1936 · 
1948 · 
1952 · 
1960 · 
1984 · 
1988 · 
1992 · 
1996 · 
2000 · 
2004 · 
2008
1911 · 
1912 · 
1913 · 
1914 · 
1915 · 
1916 · 1917 · 1918 · 1919 · 
1920 · 
1921 · 
1922 · 
1923 · 
1924 · 
1925 · 
1926 · 
1927 · 
1928 · 
1929 · 
1930 · 
1931 · 
1932 · 
1933 · 
1934 · 
1935 · 
1936 · 
1937 · 
1938 · 
1939 · 
1940 · 
1941 · 
1942 · 
1943 · 1944 · 
1945 · 
1946 · 
1947 · 
1948 · 
1949 · 
1950 · 
1952 · 
1952 · 
1953 · 
1954 · 
1955 · 
1956 · 
1957 · 
1958 · 
1959 · 
1960 · 
1961 · 
1962 · 
1963 · 
1964 · 
1965 · 
1966 · 
1967 · 
1968 · 
1969 · 
1970 · 
1971 · 
1972 · 
1973 · 
1974 · 
1975 · 
1976 · 
1977 · 
1978 · 
1979 · 
1980 · 
1981 · 
1982 · 
1983 · 
1984 · 
1985 · 
1986 · 
1987 · 
1988 · 
1989 · 
1990 ·
1991 · 
1992 · 
1993 · 
1994 · 
1995 · 
1996 · 
1997 · 
1998 · 
1999 · 
2000 · 
2001 · 
2002 · 
2003 · 
2004 · 
2005 · 
2006 · 
2007 · 
2008 · 
2009 · 
2010 · 
2011 · 
2012 · 
2013 · 
2014 · 
2015 · 
2016 · 
2017 ·
2018 ·
2019 ·
2020 ·
2021 ·
2022 ·
2023 ·
2024
Albanië ·
Algerije ·
Argentinië ·
Armenië ·
Australië ·
Azerbeidzjan ·
België ·
Bosnië en Herzegovina ·
Brazilië ·
Bulgarije ·
Canada ·
Chili ·
China ·
Costa Rica ·
Cyprus ·
DDR ·
Denemarken ·
Duitsland ·
Ecuador ·
Egypte ·
Engeland ·
Estland ·
Faeröer ·
Finland ·
Frankrijk ·
Georgië ·
Ghana ·
Griekenland ·
Haïti ·
Hongarije ·
Ierland ·
IJsland ·
Israël ·
Ivoorkust ·
Japan ·
Joegoslavië ·
Kameroen ·
Kroatië ·
Liechtenstein · 
Litouwen ·
Luxemburg ·
Malta ·
Marokko ·
Mexico ·
Moldavië ·
Montenegro ·
Nederland ·
Nieuw-Zeeland ·
Nigeria ·
Noord-Ierland ·
Noord-Korea ·
Noord-Macedonië ·
Noorwegen ·
Oekraïne ·
Oostenrijk ·
Paraguay ·
Peru ·
Polen ·
Portugal ·
Roemenië ·
Rusland ·
San Marino ·
Saoedi-Arabië ·
Schotland ·
Servië ·
Servië en Montenegro ·
Slovenië ·
Slowakije ·
Sovjet-Unie ·
Spanje ·
Tsjechië ·
Tsjecho-Slowakije ·
Tunesië ·
Turkije ·
Uruguay ·
Venezuela ·
Verenigde Staten ·
Wales ·
Wit-Rusland ·
Zuid-Afrika ·
Zuid-Korea ·
Zweden ·
Zwitserland
Argentinië (1982) · 
Australië (2006) · 
België (2016) · 
België (2021) · 
Brazilië (1970) · 
Brazilië (1982) · 
Brazilië (1994) · 
Costa Rica (2014) · 
Duitsland (2006) · 
Duitsland (2012) · 
Engeland (2012) ·
Engeland (2014) ·
Engeland (2021) ·
Frankrijk (2000) · 
Frankrijk (2006) · 
Frankrijk (2008) · 
Ghana (2006) · 
Hongarije (1938) · 
Ierland (2012) · 
Joegoslavië (1968) · 
Kameroen (1982) · 
Kroatië (2012) · 
Nederland (2008) · 
Nieuw-Zeeland (2010) · 
Oekraïne (2006) · 
Oostenrijk (2021) · 
Paraguay (2010) · 
Peru (1982) · 
Polen (1982, 1) · 
Polen (1982, 2) · 
Roemenië (2008) · 
Spanje (2008) ·
Spanje (2012, 1) ·
Spanje (2012, 2) ·
Spanje (2016) ·
Spanje (2021) ·
Tsjechië (2006) · 
Turkije (2021) · 
Uruguay (2014) · 
Verenigde Staten (2006) · 
Wales (2021) · 
West-Duitsland (1982) · 
Zweden (2016) · 
Zwitserland (2021)
KNVB ·
A-internationals ·
Bondscoaches (m) ·
Topscorers ·
Nederlands vrouwenelftal ·
Bondscoaches (v) ·
Nederland B ·
Olympisch elftal ·
Jong Oranje ·
Nederland –20 ·
Nederland –19 ·
Nederland –18 ·
Nederland –17 ·
Nederland –16 ·
Nederland –15 ·
Nederlands amateurelftal ·
Nederlands zaterdagelftal ·
Jong OranjeLeeuwinnen ·
Vrouwen –20 ·
Vrouwen –19 ·
Vrouwen –18 ·
Vrouwen –17 ·
Vrouwen –16 ·
Vrouwen –15 ·
Militair mannenelftal ·
Militair vrouwenelftal ·
Strandteam ·
Vrouwen Strandteam ·
Futsalteam ·
Vrouwen Futsalteam

EK-wedstrijden ·
WK-wedstrijden ·
Resultaten kwalificaties en eindronden ·
Nederland B-wedstrijden ·
Officieuze wedstrijden ·
EK-wedstrijden vrouwen ·
WK-wedstrijden vrouwen ·
Resultaten vrouwen kwalificaties en eindronden
1905 – 1919 ·
1920 – 1929 ·
1930 – 1939 ·
1940 – 1949 ·
1950 – 1959 ·
1960 – 1969 ·
1970 – 1979 ·
1980 – 1989 ·
1990 – 1999 ·
2000 – 2009 ·
2010 – 2019 ·
2020 – 2029
2015 ·
2016 ·
2017 ·
2018 ·
2019 ·
2020 ·
2021 · 
2022
EK's: 1976 · 
1980 · 
1988 · 
1992 · 
1996 · 
2000 · 
2004 · 
2008 · 
2012 · 
2020 · 
2024
WK's: 1934 · 
1938 · 
1974 · 
1978 · 
1990 · 
1994 · 
1998 · 
2006 · 
2010 · 
2014 · 
2022
OS: 1908 ·
1912 ·
1920 ·
1924 ·
1928 ·
1948 ·
1952 ·
2008
Albanië ·
Andorra ·
Argentinië ·
Armenië ·
Australië ·
België ·
Bosnië en Herzegovina ·
Brazilië ·
Bulgarije ·
Canada ·
Chili ·
China ·
Colombia ·
Costa Rica ·
Curaçao ·
Cyprus ·
DDR ·
Denemarken ·
Duitsland ·
Ecuador ·
Egypte ·
Engeland ·
Estland ·
Faeröer ·
Finland ·
Frankrijk ·
GOS · 
Georgië ·
Ghana ·
Gibraltar ·
Griekenland ·
Hongarije ·
Ierland ·
IJsland ·
Indonesië ·
Iran ·
Israël ·
Italië ·
Ivoorkust ·
Japan ·
Joegoslavië ·
Kameroen ·
Kazachstan ·
Kroatië ·
Letland ·
Liechtenstein ·
Luxemburg ·
Malta ·
Marokko ·
Mexico ·
Moldavië ·
Montenegro ·
Nederlandse Antillen ·
Nigeria ·
Noord-Ierland ·
Noord-Macedonië ·
Noorwegen ·
Oekraïne ·
Oostenrijk ·
Paraguay ·
Peru ·
Polen ·
Portugal ·
Qatar ·
Roemenië ·
Rusland ·
Saarland ·
San Marino ·
Saoedi-Arabië ·
Schotland ·
Senegal ·
Servië en Montenegro ·
Slovenië ·
Slowakije ·
Sovjet-Unie ·
Spanje ·
Suriname ·
Thailand ·
Tsjechië ·
Tsjecho-Slowakije ·
Tunesië ·
Turkije ·
Uruguay ·
Verenigd Koninkrijk ·
Verenigde Staten ·
Wales ·
Wit-Rusland ·
Zuid-Afrika ·
Zuid-Korea ·
Zweden ·
Zwitserland
Argentinië (1978) ·
Argentinië (2006) ·
Argentinië (2014) ·
Argentinië (2022) ·
Australië (2014) ·
Brazilië (2014) ·
Chili (2014) · 
Costa Rica (2014) ·
Denemarken (2010) ·
Denemarken (2012) ·
Duitsland (2012) · 
Ecuador (2022) · 
Frankrijk (2008) ·
Italië (2008) ·
Ivoorkust (2006) ·
Japan (2010) ·
Kameroen (2010) ·
Mexico (2014) · 
Noord-Macedonië (2021) · 
Oekraïne (2021) · 
Oostenrijk (2021) · 
Portugal (2006) ·
Portugal (2012) ·
Portugal (2019) ·
Qatar (2022) ·
Roemenië (2008) ·
Rusland (2008) ·
San Marino (2011) ·
Senegal (2022) ·
Servië en Montenegro (2006) ·
Sovjet-Unie (1988) ·
Spanje (2010) ·
Spanje (2014) ·
Tsjechië (2021) · 
Uruguay (2010) ·
Verenigde Staten (2022) · 
West-Duitsland (1974)